# Birch Lake, Minnesota
Xã Birch Lake (tiếng Anh: Birch Lake Township) là một xã thuộc quận St. Louis, tiểu bang Minnesota, Hoa Kỳ. Năm 2010, dân số của xã này là 505 người.